# Друнгос
Друнгос (на старогръцки: δροῦγγος; δρόγγος, drongos, drongoi; drungus) е вид военно формирование с размер на батальон в Късната Римска империя и във Византийската империя за действия в планински райони.
Думата призлиза от галското название dhrungho и германското thrunga. Командирът му се нарича друнгарий (δρουγγάριος, drungarius).